# Prenda (Angola)
Prenda ist ein Stadtviertel des Município Maianga in Angola. Es liegt zwischen dem Flughafen Luanda und dem Atlantischen Ozean. Das Viertel besteht meist aus Hüttensiedlungen (portugiesisch: Cabanas) in denen für die Bevölkerung schlechte hygienische Lebensbedingungen herrschten. Eines der größten Problem ist das häufige Fehlen von Trinkwasser. Die Bewohner sind darauf angewiesen in die umliegenden Stadtviertel von Samba (Angola) und Cassenda auszuweichen um sich mit Wasser zu versorgen.